# Bror Buth
Bror Buth , född på 1400-talet, död på 1500-talet, var en svensk häradshövding.

## Biografi
Bror Buth var son till väpnaren och nämndemannen Erik Buth i Kinds härad. Han nämns första gången 1463 och blev mellan 1472 och 23 oktober 1476 häradshövding i Kinds härad, till åtminsonte 1483. Buth var från 17 februari 1484 till 1 april 1499 häradshövding i Ås härad. Han avled tidigast 1507.

### Egendom
Buth hade Bragnum i Länghems socken som sätesgård.

### Familj
Buth var gift med Märta Knutsdotter, dotter till häradshövdingen Knut Arvidsson (Sparre över stjärna) och Kerstin Bengtsdotter (Sparre över blad). De fick tillsammans barnen Birgitta Brorsdotter, Kerstin Brorsdotter som var gift med Claes bårdskärare och Henrik guldsmed Skara och Ingeborg Brorsdotter som var gift med Jöran Larsson.
Han gifte sig andra gången med Margareta Mårtensdotter, dotter till Mårten Svensson och Ragnhild Håkansdotter. De fick tillsammans barnen Erik Buth och Elin Brorsdotter som var gift med häradshövdingen Lasse Nilsson Skume.